# Libanon történelme

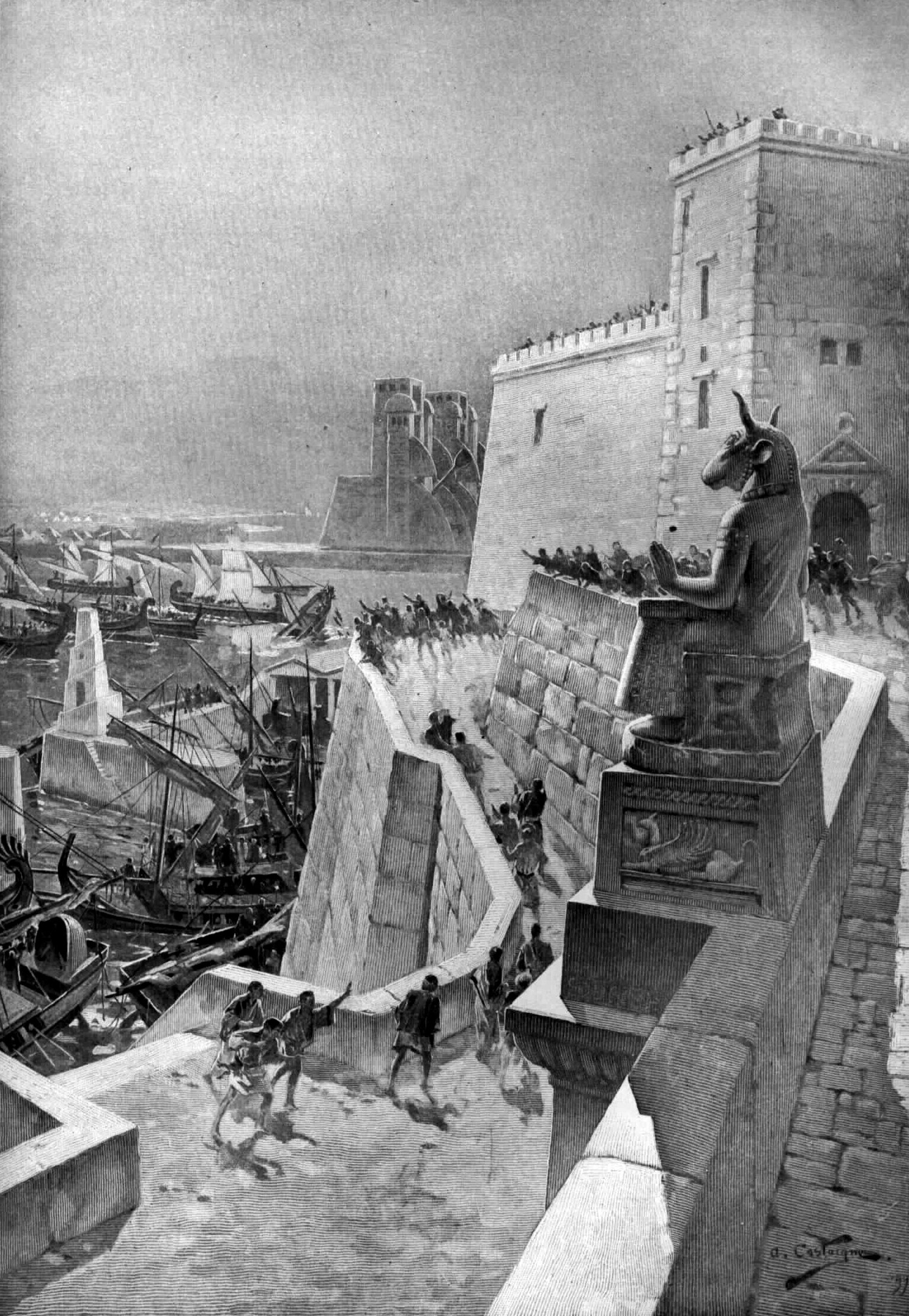
Rajz Türosz ostromáról (Kr. e. 3. század)

Libanon története a modern Libanoni Köztársaság és a korábban, a francia mandátumú Nagy-Libanon történetével foglalkozik, ezen kívül tárgyalja a modern állam elhelyezkedésének régebbi történelmét is.

## Az őskorban
A Bejrúttól 10 km-re északnyugatra fekvő Ksar Akil, egy nagy köves menedék, meredek mészköves sziklák alatt,ahol a régészek 23,6 m méter mélyen az egyik leghosszabb paleolit kovakő gyárat tárták fel. Ezen felül találtak itt bebarnult Felső Levalloiso-Mousteri maradványokat hosszú, háromszög alakú rétegekkel. Az efeletti rétegek bemutatták a Felső-paleolit mind a hat szintjét. Ennek az első részén emirát pontot találtak, (XXIV), nagyjából 15,2 méter mélyen egy nyolc éves homo sapiens csontvázát tárták fel, (aki az Egbnert nevet kapta, és jelenleg a Bejrúti Nemzeti Múzeumban került kiállításra, miután az Amerikai Egyesült Államokba is elvitték tanulmányozni. Őt 11,6 m mélységből ásták ki. A XXV—XXVI. szintről egy neandervölgyi ember felső állcsontját szedték ki. Hooijer tanulmányai arra utalnak, hogy a fauna jellemző állatai között ott voltak a caprák és az európai dámvadak, majd a Stephanorhinus is megjelent a korszak végén.
Úgy vélik, itt lehet megtalálni a legrégebbi jeleket a felső-paleolit eszközök használatáról. A műalkotások közül itt találták meg a Ksar Akil réteget, amely jellemzője az itt megtalált eszközöknek. Ezen kívül találtak itt kilyukasztott kagylókat, amiket a kialakításukból fakadóan medálként vagy gyöngyként viseltek. Ezzel az egyik első nyugat-eurázsiai nép lehetett, mely személyes díszítéseket használt. Rádiókarbonos mérések szerint az első emberek nagykából 45.000 évvel ezelőtt élhettek a környéken. A személyes díszítések jelenléte Ksar Akilban arra utalhat, hogy megjelent a modern emberi viselkedés. Az itt talált díszítések egyidejűek lehettek az olyan késő-kőkorszaki leletekkel, mint amit Enkapune Ya Muto környékén találtak.

### Az ókorban
Az ókorban a föníciaiak éltek ezen a területen, akik tengerparti, kereskedő kultúrája több mint 2000 évig virágzott (Kr. e. 2700-450). Ősi romok találhatók Bübloszban, Bejrútban, Szidónban és Türoszban is. Büblosz, az egyik legjelentősebb föníciai város területén már a Kr. e. 28. században kereskedelmi kolónia létezett. A föníciaiak a Földközi-tenger medencéjében számos helyre eljutottak, és kereskedő kolóniákat alapítottak (például Karthágót). Fönícia hűbéresi viszonyban volt az Újbabiloni birodalommal, ténylegesen csak a Perzsa Birodalom foglalta el. Később Nagy Sándor birodalmának része lett, akinek halála után birodalma szétesett, Libanon I. Szeleukosz uralma alá került. A rómaiak a Kr. e. 1. században foglalták el a területet, ami a Római Birodalom bukása után a Bizánci Birodalom részévé vált egészen az arabok hódításáig a 7. században.

## A középkorban
A középkorban Libanon nagy szerepet játszott a keresztes háborúkban. Itt vonultak a keresztesek Jeruzsálem felé, illetve később a keresztes államok része lett. A mai Libanon területének déli része a Jeruzsálemi Királysághoz tartozott, az északi rész a Tripoli fejedelemség központja lett. Libanon területe csak a 13. század végére került újra muszlim kézre: előbb az egyiptomi központú Mamlúk Birodalom, majd 1516-tól az Oszmán Birodalom része lett. A libanoni kikötők fontos szerepet játszottak a Velencével és más itáliai államokkal folytatott kereskedelemben. A helyi keresztények felett Franciaország vállalt védnöki szerepet.

## A modern Libanon
Az első világháború után Libanon a francia népszövetségi irányítás alatt álló Szíriához került. 1926. szeptember 1-jén Franciaország létrehozta a független Libanoni Köztársaságot, ami immár önálló állam volt, de még mindig a szíriai népszövetségi mandátum irányítása alatt állt. 1941-ben a Vichy Franciaország megengedte, hogy a német hadsereg keresztülvonuljon Szírián Irak felé, ahol britekkel harcoltak. Nagy-Britannia emiatt csapatokat küldött Libanon és Szíria területére. A harcok befejezése után 1941. november 26-án bejelentették, hogy Libanon független lesz, de a Szabad Franciaország irányítása mellett. 1943-ban választásokat tartottak, a megalakuló kormány pedig november 8-án egyoldalúan felmondta a francia mandátumot. Válaszul a franciák bebörtönözték a kormányt, majd november 22-én a nemzetközi nyomás hatására szabadon engedték őket, és elismerték Libanon függetlenségét. Az utolsó francia csapatok 1946-ban vonultak ki.
A negyedik arab-izraeli háború (1973) után két évvel Libanon polgárháborúba süllyedt, amely 15 éven át tartott (1975-1990). A szemben álló felek 1989-ben egyeztek meg (Táifi egyezmény), ami után elkezdődhetett a politikai élet és az ország újjáépítése. Azonban az ország déli részéből egy kb. 25 km-es sáv izraeli megszállás alatt maradt, a síita Hezbollah dél-libanoni milíciáját nem szerelték le, Bejrúttól keletre, főként a Bekaa völgyben pedig kb. 16 000 szíriai katona állomásozott.
Politikai téren, újból érvénybe lépett a függetlenség elnyerése után kialakult hatalommegosztás, amely szerint az államelnöki tisztséget minden esetben maronita keresztény, a miniszterelnökit szunnita muzulmán, míg a parlament elnökének tisztét síita muzulmán vallású személy tölti be.
2000. május 25-én Izrael kivonult a dél-libanoni határövezetből, feladva a falangista milicisták által ellenőrzött kb. 25 km széles ütközőzónát.
Az ENSZ BT 1559. számú határozata felszólította Szíriát, hogy vonuljon ki Libanon keleti részéből, az arab állam azonban sokáig vonakodott eleget tenni a felszólításnak. 2005 februárjában, az ENSZ által elrendelt vizsgálat szerint feltehetően a szír titkosszolgálat közreműködésével, meggyilkolták Rafík Haríri korábbi libanoni miniszterelnököt és további 20 személyt. A libanoni közvéleményt az eset mélységesen felháborította, Bejrútban hatalmas tömegtüntetéseken („cédrusforradalom”) követelték a szíriai csapatok kivonulását, amely a külföldi nyomásnak is köszönhetően 2005 áprilisában következett be. A következő hónapokban Libanon megtartotta a polgárháború utáni első demokratikus választását, amelyen a meggyilkolt exminiszterelnök fiának, Szaad Harírinek és szövetségeseinek pártja kapta a legtöbb szavazatot.

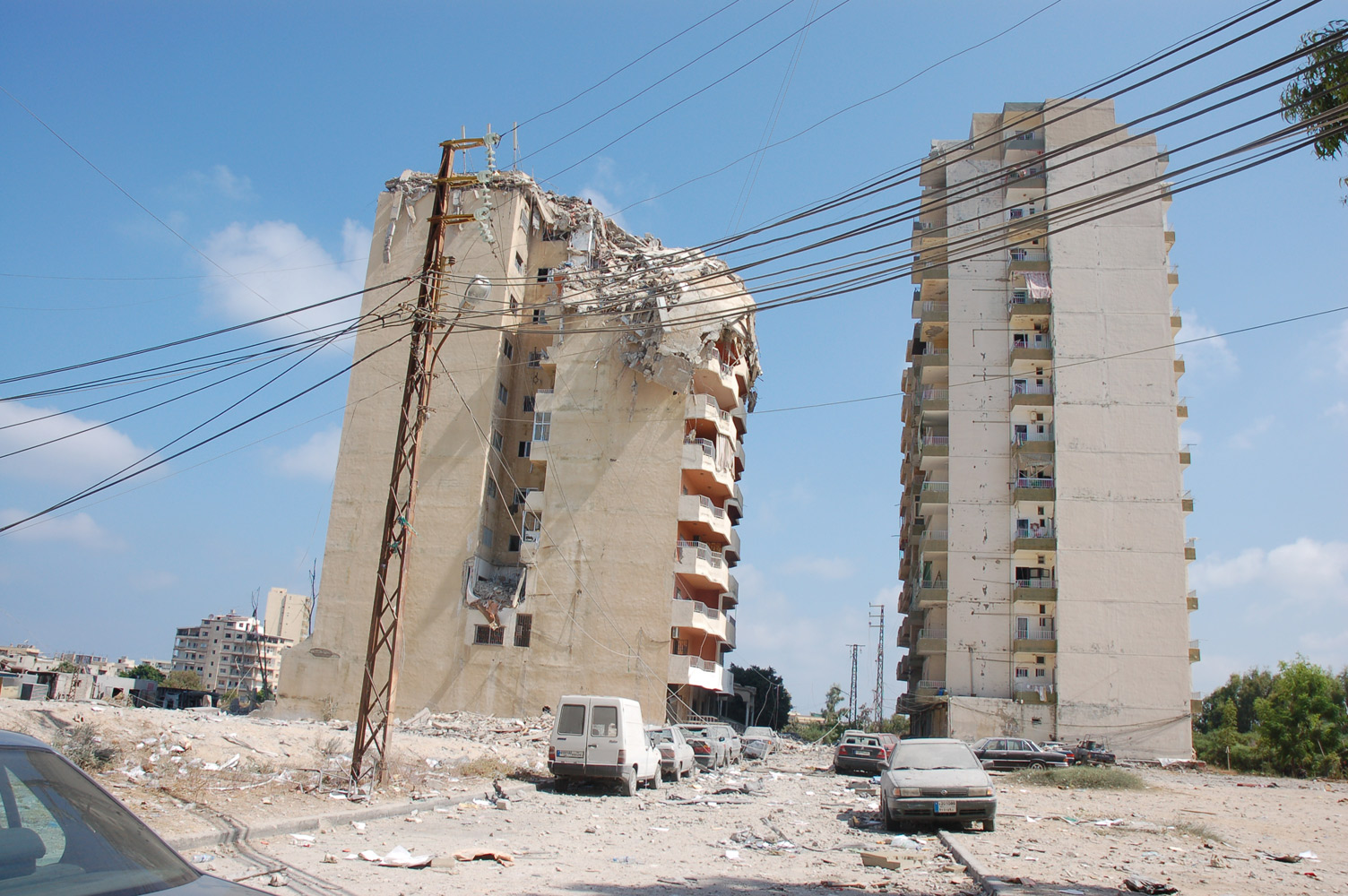
Szétlőtt lakóház Türoszban (2006)

2006. július 12-én, miután Izrael megsértette Libanon légterét, a Hezbollah harcosai betörtek az izraeli határövezetbe, majd megöltek nyolc katonát és kettőt hadifogságba ejtettek, Izrael bombázni kezdte a Hezbollah állásait és valamint egyéb, polgári létesítményeket egész Libanon területén, az országot pedig tengeri és légi zárlat alá helyezte. A Hezbollah válaszul több ezer rakétát lőtt ki Izrael északi területeire. A konfliktus első heteit elszórt határ menti harcok és kölcsönös rakétatámadások sora jellemezte, amelynek túlnyomórészt civilek estek áldozatul. Augusztus 11-én, az ENSZ BT hosszas ideig egyeztetett, békéltető állásfoglalásának kihirdetése előtt, Izrael a Litani folyó vonaláig bezáróan az addigiaknál nagyobb erejű szárazföldi támadást indított. A BT határozata értelmében a zsidó állam vezetése augusztus 13-án elfogadta a tűzszüneti felhívást és beleegyezett, hogy csapatait több ezer ENSZ-békefenntartó és a libanoni hadsereg katonái váltsák fel. Hasonlóképp nyilatkoztak a libanoni kormány és a Hezbollah képviselői is. Az egy hónapon át tartó harcok közel 1100 halottat és 3700 sebesültet követeltek Libanonban, az ország gazdaságát pedig előzetes számítások szerint több mint ötmilliárd dolláros kár érte. (A két elhurcolt izraeli katona holttestét 2008. július 16-án adták Izraelnek a korábban megkötött fogolycsere-egyezmény keretében.)
2007-ben az észak-libanoni palesztin menekülttáborok körül fegyveres összecsapások voltak.
A 2020. augusztus 4-én a bejrúti kikötőben bekövetkezett hatalmas robbanás rázta meg a fővárost. A detonáció 200 ember életébe került és 300 ezer ember vesztette el otthonát. A tragédia miatt kormányellenes zavargások törtek ki a fővárosban, amelyeken az emberek a vezetők távozását követelik, ellenkező esetben fegyveres harcba is készek bocsátkozni. A robbanás okozta társadalmi feszültség és gazdasági visszaesés olyan rettentő méretet öltött napokon belül, hogy a Hasszán Diab vezette kormánynak augusztus 10-én le kellett mondania.

## Fordítás
- Ez a szócikk részben vagy egészben  a   History of Lebanon című angol Wikipédia-szócikk ezen változatának fordításán alapul.  Az eredeti cikk szerkesztőit annak laptörténete sorolja fel. Ez a jelzés csupán a megfogalmazás eredetét és a szerzői jogokat jelzi, nem szolgál a cikkben szereplő információk forrásmegjelöléseként.